# Campeonato Mundial de Esgrima de 1994
O Campeonato Mundial de Esgrima de 1994 foi a 57ª edição do torneio organizado pela Federação Internacional de Esgrima (FIE) entre 3 de julho a 8 de julho de 1994. O evento foi realizado em Atenas, Grécia. 

## Resultados
Os resultados foram os seguintes. 
Masculino
| Evento             | Ouro                                                                                        | Prata                                                                         | Bronze                                                                     |
| Espada individual  | Rússia · Pavel Kolobkov                                                                     | Suíça · Olivier Jaquet                                                        | Alemanha · Arnd Schmitt                                                    |
| Espada individual  | Rússia · Pavel Kolobkov                                                                     | Suíça · Olivier Jaquet                                                        | França · Jean-Michel Henry                                                 |
| Espada por equipe  | França · Jean-Michel Henry · Robert Leroux · Éric Srecki · Hervé Faget                      | Alemanha · Arnd Schmitt · Elmar Borrmann · Michael Flegler · Mariusz Strzalka | Coreia do Sul Lee Sang-yup Lee Sang-ki Yoon Won-jin Ku Kyo-dong            |
| Florete individual | Cuba · Rolando Tucker                                                                       | Itália · Alessandro Puccini                                                   | Cuba · Oscar García                                                        |
| Florete individual | Cuba · Rolando Tucker                                                                       | Itália · Alessandro Puccini                                                   | Alemanha · Thorsten Weidner                                                |
| Florete por equipe | Itália · Alessandro Puccini · Andrea Borella · Stefano Cerioni · Marco Arpino               | Alemanha · Thorsten Weidner · Alexander Köch · Udo Wagner · Uwe Roemer        | China · Ye Chong · Dong Zhaozhi · Wang Lihong · Wang Haibin                |
| Sabre individual   | Alemanha · Felix Becker                                                                     | Rússia · Stanislav Pozdnyakov                                                 | Hungria · Bence Szabó                                                      |
| Sabre individual   | Alemanha · Felix Becker                                                                     | Rússia · Stanislav Pozdnyakov                                                 | Rússia · Grigori Kirienko                                                  |
| Sabre por equipe   | Rússia · Stanislav Pozdnyakov · Grigory Kiriyenko · Aleksey Yermolayev · Aleksandr Shirshov | Hungria · Bence Szabó · Csaba Köves · József Navarrete · György Boros         | Roménia · Vilmoș Szabo · Daniel Grigore · Florin Lupeică · Victor Găureanu |

Feminino
| Evento             | Ouro                                                                              | Prata                                                                                   | Bronze                                                                                     |
| Espada individual  | Itália · Laura Chiesa                                                             | Alemanha · Katja Nass                                                                   | Itália · Corinna Panzeri                                                                   |
| Espada individual  | Itália · Laura Chiesa                                                             | Alemanha · Katja Nass                                                                   | Finlândia · Minna Lehtola                                                                  |
| Espada por equipe  | Espanha · Taymi Chappe · Carmen Ruiz Hervias · Cristiana Vargas · Rosa Castillejo | Hungria · Hajnalka Kiraly · Gyöngyi Szalay · Mariann Horváth · Adrienn Hormay           | Polónia · Dominika Butkiewicz · Dorota Slominska · Magdalena Jeziorowska · Joanna Jakimiuk |
| Florete individual | Roménia · Reka Lazăr-Szabo                                                        | Itália · Valentina Vezzali                                                              | Itália · Francesca Bortolozzi                                                              |
| Florete individual | Roménia · Reka Lazăr-Szabo                                                        | Itália · Valentina Vezzali                                                              | França · Laurence Modaine                                                                  |
| Florete por equipe | Roménia · Reka Lazăr-Szabo · Laura Badea · Claudia Grigorescu · Elisabeta Tufan   | Itália · Valentina Vezzali · Francesca Bortolozzi · Diana Bianchedi · Giovanna Trillini | Hungria · Gabriella Lantos · Aida Mohamed · Zsuzsa Jánosi · Ildikó Mincza                  |

## Quadro de medalhas
| Ordem | País          | Medalha de ouro | Medalha de prata | Medalha de bronze |    |
| ----- | ------------- | --------------- | ---------------- | ----------------- | -- |
| 1     | Itália        | 2               | 3                | 2                 | 7  |
| 2     | Rússia        | 2               | 1                | 1                 | 4  |
| 3     | Roménia       | 2               |                  | 1                 | 3  |
| 4     | Alemanha      | 1               | 3                | 2                 | 6  |
| 5     | França        | 1               |                  | 2                 | 3  |
| 6     | Cuba          | 1               |                  | 1                 | 2  |
| 7     | Espanha       | 1               |                  |                   | 1  |
| 8     | Hungria       |                 | 2                | 2                 | 4  |
| 9     | Suíça         |                 | 1                |                   | 1  |
| 10    | China         |                 |                  | 1                 | 1  |
|       | Finlândia     |                 |                  | 1                 | 1  |
|       | Polónia       |                 |                  | 1                 | 1  |
|       | Coreia do Sul |                 |                  | 1                 | 1  |
| TOTAL | TOTAL         | 10              | 10               | 15                | 35 |